# Вулиця Естонська (Львів)
Вулиця Естонська — вулиця у Залізничному районі міста Львова на Левандівці. Сполучає вулиці Широку та Левандівську.
Від 1871 року мала назву Блоні Яновські, від 1931 року — частина вулиці Білогірської, від липня 1944 року — вулиця Білогорська. Сучасна назва від 1981 року — вулиця Естонська, на честь Естонської РСР (нині — Естонська Республіка).
Забудова — одно- та двоповерховий польський конструктивізм 1930-х років та садибна забудова. В одноповерховому будинку під № 2 у міжвоєнний період містився ресторан Германа.